# Literatura carnavalesca
La literatura carnavalesca és una de les manifestacions carregades de subversió i de sàtira relacionades amb la festivitat del carnaval, i que es caracteritza per la transgressió, la subversió, la sàtira, la rauxa, el despropòsit i la disbauxa. La literatura carnavalesca s'expressa a partir dels bans, sermons, testaments, discursos, etc. Si ens hi fixem, ja des del títol, tots aquests textos volen parodiar allò que la resta de l'any és seriós, i que emana de les autoritats, siguin civils, eclesiàstiques, o de qualsevol mena.
La fórmula sol ser sempre la mateixa: fer mofa dels qui manen i dels fets més destacats de l'any. En definitiva, executar una mena de judici de l'any des d'una òptica transgressora i popular. La forma és diversa, però se sol fer ús de versos que donen ritme i accentuen l'acidesa del discurs. També hi ha qui se serveix de la prosa per arribar a l'equivoc, la invenció de paraules i la confusió semàntica.
Resseguint els bans i els discursos escrits en el curs dels anys, hom pot arribar a construir una crònica d'allò que ha preocupat més la societat o d'allò amb què s'ha sentit més molesta, un fet que dona un valor afegit molt interessant a la literatura carnavalesca. A Barcelona, pel contingut, la continuïtat i la trajectòria, es destaquen els bans de Gràcia, redactats pel Consell dels Bulls, i el Parte mèdico de Sants, redactat per l'Equipo médico habitual.